# アメノホヒ

アマテラスとスサノヲの誓約（『古事記』に基づく） SVGで表示（対応ブラウザのみ）

アメノホヒ（天之菩卑、天菩比、天穂日、天穂比）は、日本神話に登場する男神。アメノフヒ（天乃夫比）ともする。

## 概要
『古事記』では天之菩卑能命、天菩比命、天菩比神、『日本書紀』では天穂日命、『出雲国風土記』では天乃夫比命、『延喜式』巻八の「出雲国造神賀詞」では天穂比命と記述される。御子神は建比良鳥命のほか、『日本書紀』に大背飯三熊之大人を伝える 。
天照大御神と須佐之男命が誓約をしたときに生まれた五男三女神の一柱。天照大御神の右のみずらに巻いた勾玉から成った。物実（ものざね：物事のタネとなるもの）の持ち主である天照大御神の第二子とされ、天之忍穂耳命の弟神にあたる。葦原中国平定のために出雲の大国主神の元に遣わされたが、大国主神を説得するうちに心服して地上に住み着き、3年間高天原に戻らなかった。後に他の使者達が大国主神の子である事代主神や建御名方神を平定し、地上の支配に成功すると、大国主神に仕えるよう命令され、子の建比良鳥命は出雲国造及び土師氏らの祖神となったとされる。また、出雲にイザナミを祭る神魂神社（島根県松江市）を建てたとも伝わる。
任務を遂行しなかったというのは『古事記』や『日本書紀』による記述だが、「出雲国造神賀詞」では異なる記述になっている。これによれば、アメノホヒは地上の悪神を鎮めるために地上に遣わされ、地上の様子を天照大神にきちんと報告し、子のアメノヒナドリおよび剣の神経津主神とともに地上を平定したした英雄として讃えられている。ただし「出雲国造神賀詞」はアメノホヒの子孫である出雲国造が書いたものであるので、そこは割り引かなければならないかもしれない。名前の「ホヒ」を「穂霊」の意味として「火日」の意味として太陽神とする説がある。
また、天之菩卑能命の後裔氏族として野見宿禰、その子孫として土師氏があり、土師氏から秋篠氏、菅原氏、大枝氏（後の大江氏）へ改姓したとのこと。菅原氏からは堂上家である高辻家、五条家、唐橋家、桑原家、清岡家、東坊城家が派生し明治期には内五家が子爵になったとのこと。大江氏からは中古三十六歌仙と呼ばれる和歌の名人三十六撰に、大江千里、大江匡衡、大江嘉言、女性では和泉式部、赤染衛門（匡衡の妻）らが選出されているとのこと。また大江匡衡の曾孫に、平安時代屈指の学者であると共に河内源氏の源義家（八幡太郎）に兵法を教えたとされる大江匡房がいる。その曾孫として鎌倉期に頼朝を支えた大江広元がいるとされる。

## 祀る神社
農耕神、稲穂の神、養蚕の神、木綿の神、産業の神などとして信仰されており、旧出雲国内だけでなく日本各地で祀られている。主要なものは以下の通り。
- 能義神社 - 島根県安来市。出雲四大神である野城大神と呼ばれる
- 出雲大社 境内 氏社 - 島根県出雲市大社町
- 鷲宮神社 - 埼玉県久喜市
- 桐生天満宮 - 群馬県桐生市
- 天穂日命神社 - 鳥取市福井（前方後円墳）
- 若一王子社 - 愛知県安城市
- 大江神社 - 鳥取県八頭郡八頭町
- 芦屋神社 - 兵庫県芦屋市(六甲山山頂、六甲山カンツリーハウス敷地内にアメノホヒ＝天穂日命の磐座がある。)
- 道明寺天満宮 - 大阪府藤井寺市
- 山阪神社 - 大阪市東住吉区
- 馬見岡綿向神社 - 滋賀県蒲生郡日野町
- 太宰府天満宮 境内 天穂日命社 - 福岡県太宰府市
- 天穂日命神社 - 京都府京都市石田
- 加茂神社 境内 天神社 - 愛媛県今治市菊間町
- 菅原神社 -  福島県福島市。主祭神は天穂日命と菅原道真公を祀っている。